# Fitou
Fitou (okzitanisch Fitor) ist eine südfranzösische Gemeinde mit 1147 Einwohnern (Stand 1. Januar 2022) im Département Aude in der Region Okzitanien und zugleich Namensgeber für das Weinanbaugebiet Fitou. Die Einwohner des Ortes nennen sich les Fitounais.

## Geografie

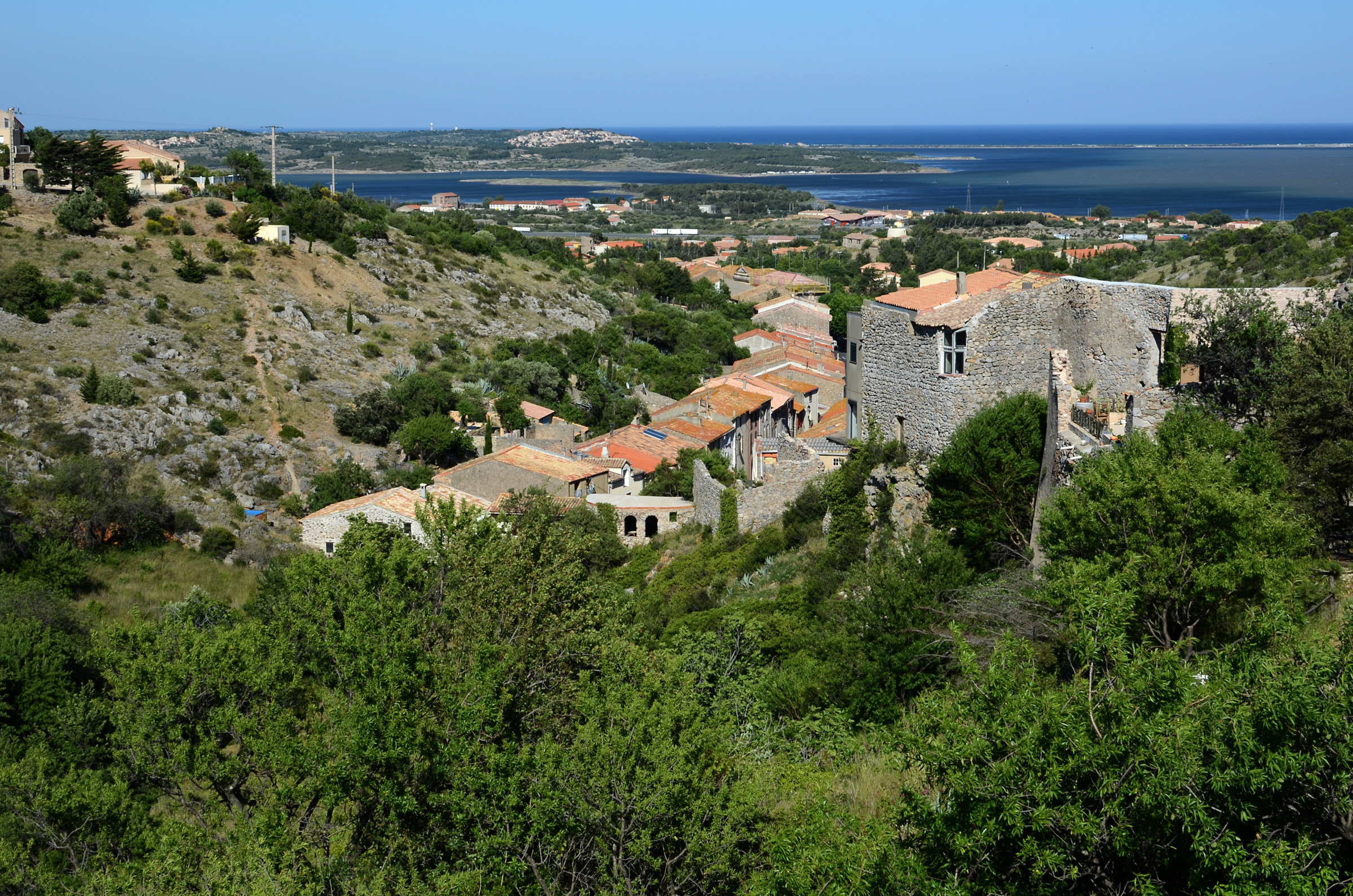
Blick auf Fitou, im Hintergrund der Étang de Leucate und Leucate

Das Weindorf liegt am Rande einer Hügellandschaft, der Corbières, in einem flachen, V-förmigen Taleinschnitt, der sich zum Étang de Leucate öffnet. Aufgrund der abschüssigen Tallage sammelt sich im durch ihn fließenden Bach bei starkem Regen rasch sehr viel Wasser, so dass die Hauptstraße relativ häufig überflutet wird.

Die Gemeinde liegt im Regionalen Naturpark Narbonnaise en Méditerranée.

## Bevölkerungsentwicklung
| Jahr                       | 1962 | 1968 | 1975 | 1982 | 1990 | 1999 | 2006 | 2016 |
| Einwohner                  | 566  | 555  | 537  | 542  | 579  | 676  | 808  | 1055 |
| Quellen: Cassini und INSEE |      |      |      |      |      |      |      |      |

## Sehenswürdigkeiten

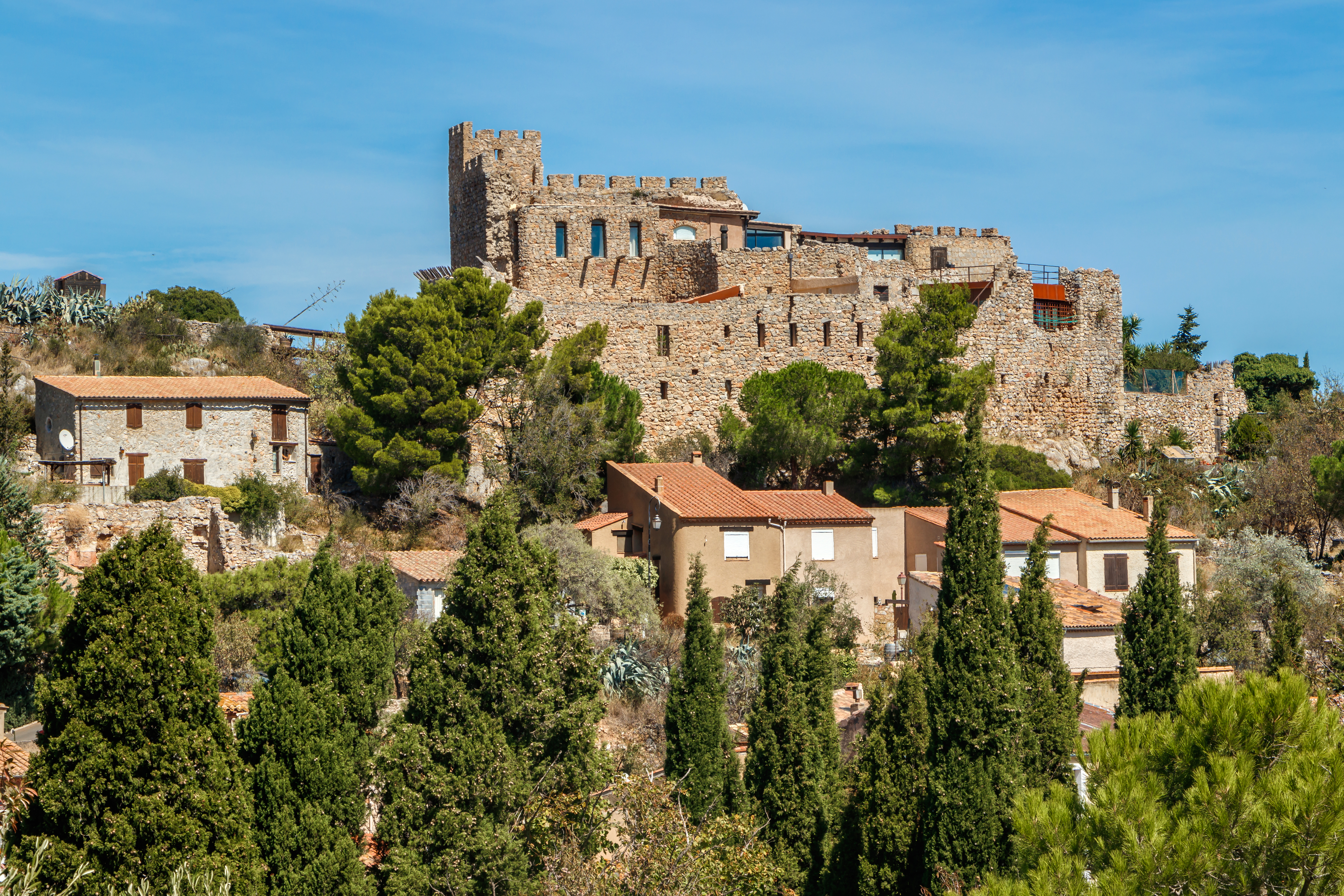
Burgruine Fitou

Die Burgruine von Fitou liegt am oberen Ende des Dorfes.
Das Baudatum der Burganlage ist nicht genau bekannt. Sie tauchte erstmals im Jahr 990 in einem Testament auf, in dem die villa in Fictorius vererbt wird. Das Hoheitsgebiet der Burgherren reichte bis Salses. Bedingt durch ihre Lage war die Burg zahlreichen Angriffen ausgesetzt. Sie wurde mehrmals belagert, niedergebrannt und wieder aufgebaut. Die Familie d’Aragon war die letzte der zahlreichen Besitzer der Burg. Sie wohnte dort bis zur Französischen Revolution. Im Jahr 1843 wurde die Burg ausgeraubt und durch Brand zerstört.

## Persönlichkeiten
- Guillaume Mirabel (1744–1794), General der Kavallerie